# Archibald Dickson
Pour les articles homonymes, voir Dickson.
Archibald Dickson, né à Cardiff, au pays de Galles, en 1892 et mort en 1939 en mer du Nord, est un capitaine de vaisseau britannique, héros de la guerre d'Espagne et de la Seconde Guerre mondiale. 

## Le héros duStanbrook
En 1939, à la fin de la guerre d'Espagne, alors qu'il est au commandement du navire de commerce Stanbrook amarré dans le port d'Alicante, il sauve 2638 républicains menacés par les nationalistes. 
Sous les bombardements nazis et le feu des militaires italiens, dans la nuit du 28 au 29 mars 1939, Archibald Dickson parvient à quitter le port, puis conduit les exilés à Oran, en Algérie.

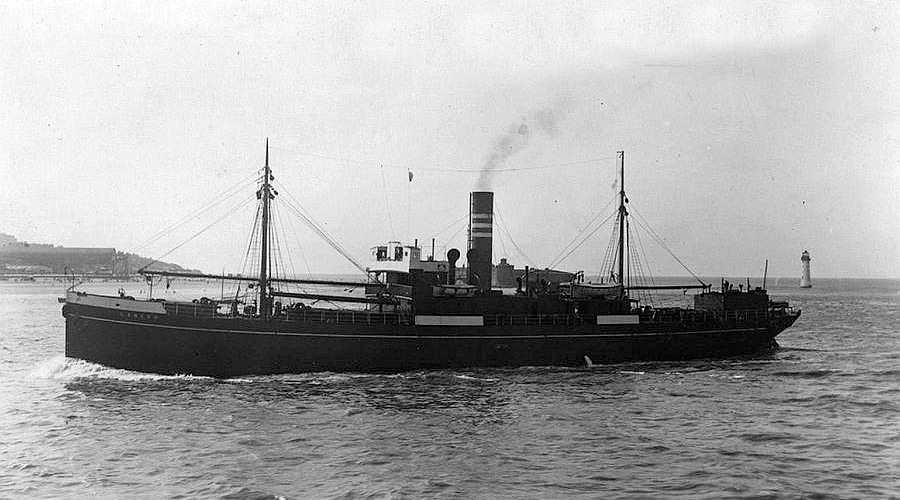
Le Stanbrook en 1909 (nommé Lancer à l'époque).

## La mort pendant la Seconde Guerre mondiale
Le 18 novembre 1939, au début de la Seconde Guerre mondiale, le SS Stanbrook est torpillé en mer du Nord par le sous-marin allemand U-57. Archibald Dickson y trouve la mort.

## Postérité

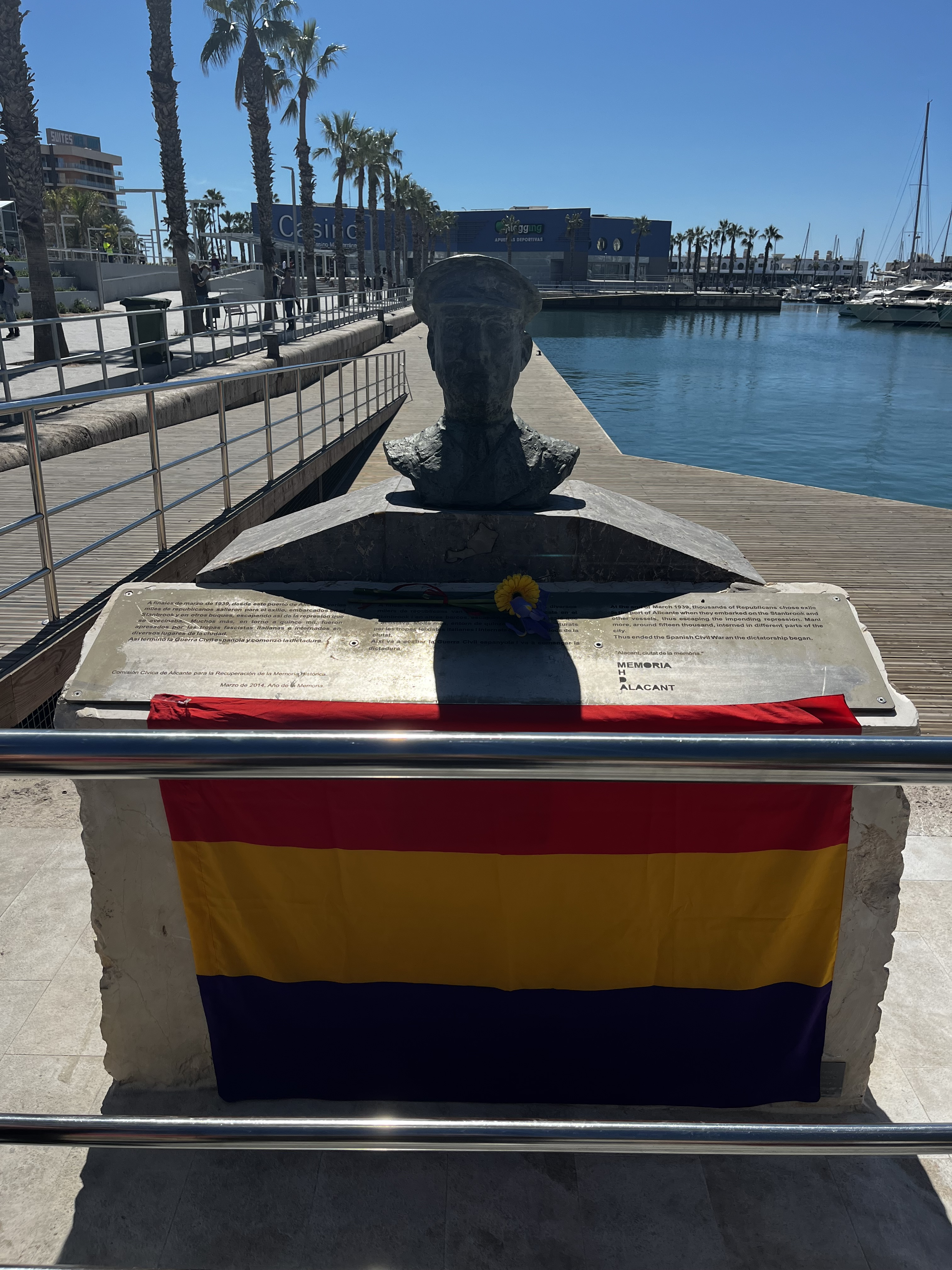
Buste d'Archibald Dickson dans le port d'Alicante.

Sa mémoire est honorée dans les villes d'Alicante et de Cardiff, ainsi qu'au mémorial de Tower Hill dans la ville de Londres.